# La Rivière de la mort
Pour plus de détails, voir Fiche technique et Distribution.
La Rivière de la mort (River of Death) est un film américain réalisé par Steve Carver, sorti en 1989. 

## Synopsis
Le docteur Manteuffel a pour ignoble but de trouver un virus qui éliminerait les non-aryens, ou toutes personnes en situation de handicap. Afin de poursuivre ces recherches et expériences en secret, le sinistre docteur s'isole au cœur de la jungle sud-américaine. Seul l'aventurier John Hamilton semble capable de le trouver. Il faudra pour cela traverser l'infernale rivière de la mort.

## Fiche technique
- Titre : La Rivière de la mort
- Titre original : River of Death
- Réalisation : Steve Carver
- Scénario : Andrew Deutsch et Edward Simpson, d'après le roman éponyme d'Alistair MacLean
- Photographie : Avi Karpick
- Musique : Sasha Matson
- Pays d'origine : États-Unis
- Format : Couleurs
- Genre : Action
- Durée : 100 minutes
- Date de sortie aux États-Unis : 29 septembre 1989
- Date de sortie en France :

## Distribution
- Michael Dudikoff (VF : Yves-Marie Maurin) : John Hamilton
- Robert Vaughn (VF : Claude Joseph) : Wolfgang Manteuffel
- Donald Pleasence (VF : Philippe Dumat) : Heinrich Spaatz
- Herbert Lom (VF : Jean Violette) : Colonel Ricardo Diaz
- L.Q. Jones (VF : Michel Bardinet) : Hiller
- Rufus Swart (VF : Vincent Violette) : Pare
- Cynthia Erland (VF : Virginie Ledieu) : Maria
- Gordon Mulholland : Fanjul
- Alain D. Woolf : M. Serrano
- Foziah Davidson : Dalia
- Norman Anstey (VF : Régis Ivanov) : M. Tracy
- Victor Melleney (VF : Georges Berthomieu) : Blakesley
- Sarah Maur Thorp (VF : Kelvine Dumour) : Anna Blakesley
- Crispin De Nuys (VF : Sady Rebbot) : Le capitaine Schuster
- Goliath Davids : Le shaman